# Peter Šolin
Peter Šolin (15. července 1946, Bratislava – 4. prosince 2017) byl slovenský fotbalista, obránce.

## Fotbalová kariéra
V československé lize hrál za Inter Bratislava. Nastoupil ve 109 ligových utkáních a dal 3 góly. Za juniorskou reprezentaci nastoupil v roce 1967 v 1 utkání. Základní vojenskou službu absolvoval v letech 1965 až 1967 v dresu RH/Dukla Cheb.

## Ligová bilance
| Ročník                                     | Zápasy | Góly | Klub             |
| ------------------------------------------ | ------ | ---- | ---------------- |
| 1. československá fotbalová liga 1964/1965 | 3      | 0    | Inter Bratislava |
| Divize A 1965/1966                         | -      | 3    | RH Cheb          |
| 2. československá fotbalová liga 1966/1967 | -      | 5    | Dukla Cheb       |
| 1. československá fotbalová liga 1967/1968 | 6      | 0    | Inter Bratislava |
| 1. československá fotbalová liga 1968/1969 | 20     | 0    | Inter Bratislava |
| 1. československá fotbalová liga 1969/1970 | 25     | 0    | Inter Bratislava |
| 1. československá fotbalová liga 1970/1971 | 25     | 1    | Inter Bratislava |
| 1. československá fotbalová liga 1971/1972 | 5      | 0    | Inter Bratislava |
| 2. československá fotbalová liga 1972/1973 | -      | -    | Inter Bratislava |
| 1. československá fotbalová liga 1973/1974 | 23     | 2    | Inter Bratislava |
| 1. československá fotbalová liga 1974/1975 | 3      | 0    | Inter Bratislava |
| CELKEM 1. liga                             | 110    | 3    |                  |